# VPGSZ–41
A VPGSZ–41 (oroszul: ВПГС–41 – Винтовочная противотанковая граната Сердюка образца 1941 года, magyar átírásban: Vintovocsnaja protyivotankovaja granata Szergyuka obrazca 1941 goda, magyarul: Szergyuk 1941-es mintájú páncéltörő puskagránátja) szovjet pálcás, kumulatív töltetű páncéltörő puskagránát a második világháború idejéből. A háború első éveiben használták. Nem volt hatékony fegyver, ezért hamar kivonták a szolgálatból. A megmaradt gránátokat később RG–42V jelzéssel kézigránátnak átalakítva használták fel.